# Chlorissa pulmentaria
Chlorissa pulmentaria là một loài bướm đêm trong họ Geometridae.